# Anthurium parambae
Anthurium parambae är en kallaväxtart som beskrevs av Luis Aloysius, Luigi Sodiro. Anthurium parambae ingår i släktet Anthurium och familjen kallaväxter. Inga underarter finns listade.